# سمك كراستر المقدد المدخن
سَمَك كراستر المُقَّدد المُدَخَّن  هو أحد أشهر أسماك الرنكة المقددة في قرية نورثمبرلاند التابعة لمدينة كراستر. وقد أشيد بها كأفضل الأسماك البريطانية من هذا النوع.

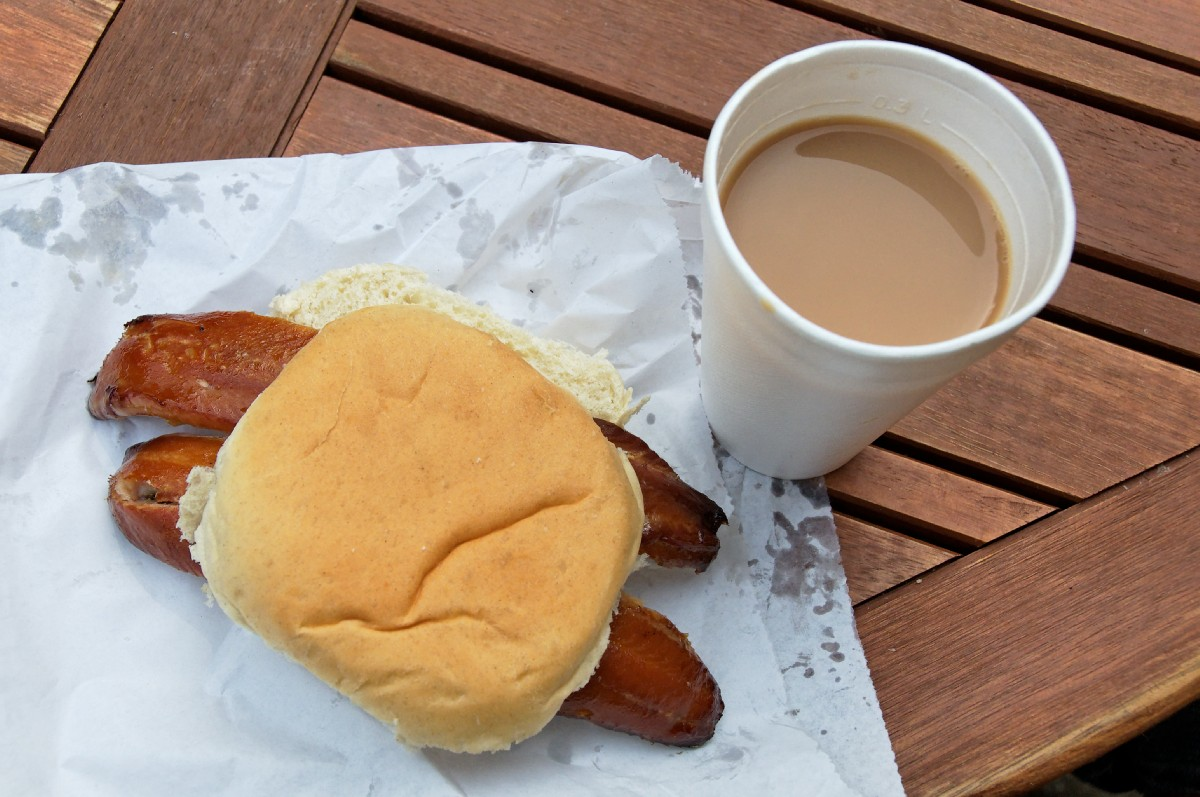
اثنين من شرائح سمك كراسترالمقدد المخلي يقدم في اللفة البيضاء مع كوب من الشاي - "شاي كيبر" الشهير. النوع: سمك الرنجة المنشأ: المملكة المتحدة المنطقة: كراستر

## المنشأ
. مثل سجق نيوماركت أو بودنغ ستورنوواي الأسود، فإن أسماك كراستر المقددة  (الذي يطلق عليه أحيانًا هواة الأسماك ببساطة «الكراستر») هي طعام بريطاني سُمِّي على اسم منشأه، ويرتبط بقوة بمكانه الأصلي. على الرغم من أن سمك الرنكة المستخدم  لإعداد الكراستر قد لا يكون محليًا تمامًا، إلا أن السمة المميزة لسمك الكراستر هي أن عملية التدخين تتم في منزل مدخن يقع في قرية كراستر أو حولها.
وقد أسمته كلاريسا ديكسون رايت  بالكراستر نسبة إلى محل ميلاد هذا النوع من الأسماك. ومع ذلك ظهر بعض الخلاف حول هذا  بنسبته لأماكن أخرى إليها بما في ذلك بلدة سيهاوسز القريبة والمطلة أيضًا على البحر.

## عملية التحضير والخصائص
على الرغم من التقاليد القديمة في مدينة كراستر، فإن إنتاج الأسماك المقددة التجاري لا يزال مستمراً في الوقت الحالي من قِبَّل إل روبنسون وسونس، باستخدام مداخن يفوق عمرها ال100 عام.
وتبدأ عملية التحضير بمجموعة مختارة من أسماك الرنجة الخام بالبحر الشمالي، المعروفة محليًا باسم «المحبوبات فضية اللون». حيث يتم تقسيمها وتقطيعها وغسلها وتنقع في ماء مملح، ومن ثم يتم نقلها إلى المداخن حيث يتم علاجها من خشب البلوط المشتعل ونشارة الخشب الأبيض لمدة ستة عشر ساعة. ومن المعترف به أن المدخنة المستخدمة لإعدادها لا فيها لَبْسَ فيها وتظهر في هيئة مبنى حجري غالبًا بأعمدة بيضاء تتدلى من فتحات خشبية في السقف.
لا يتغير شكل الكراستر كليًا أثناء تحضيره.حيث يتم الحفاظ على الرأس والألوان الطبيعية للجلد مدبوغة باللون الذهبي من دخان البلوط والجسد ذو لون بني محمر مميز.

## معايير التذوق
لقد قيل أن مقارنة الكراستر المقدد المدخن مع  غيره من الأسماك المقددة المعالجة والتي قد تكون أكثر شيوعًا تجاريًا  مثل «مقارنة شريحة لحم فاخرة مع شرائح البرجر الرخيصة»، وأنه «عند تذوقه، فهو  في غاية الرقة وملئ بالنكهة، مثل أفضل سمك السلمون المدخن في العالم ولكن تكلفته لا تضاهى هذا القدر من الثمن».
وقد وصفت سمكة الكراستر  بأنها «الأفضل»، على الرغم من أن هذا اللقب قد أُطلِقَ أيضًا على غيرها من أسماك الرنكة البريطانية المقددة  المعروفة ب «لوخ فاين».